# 徐京坤

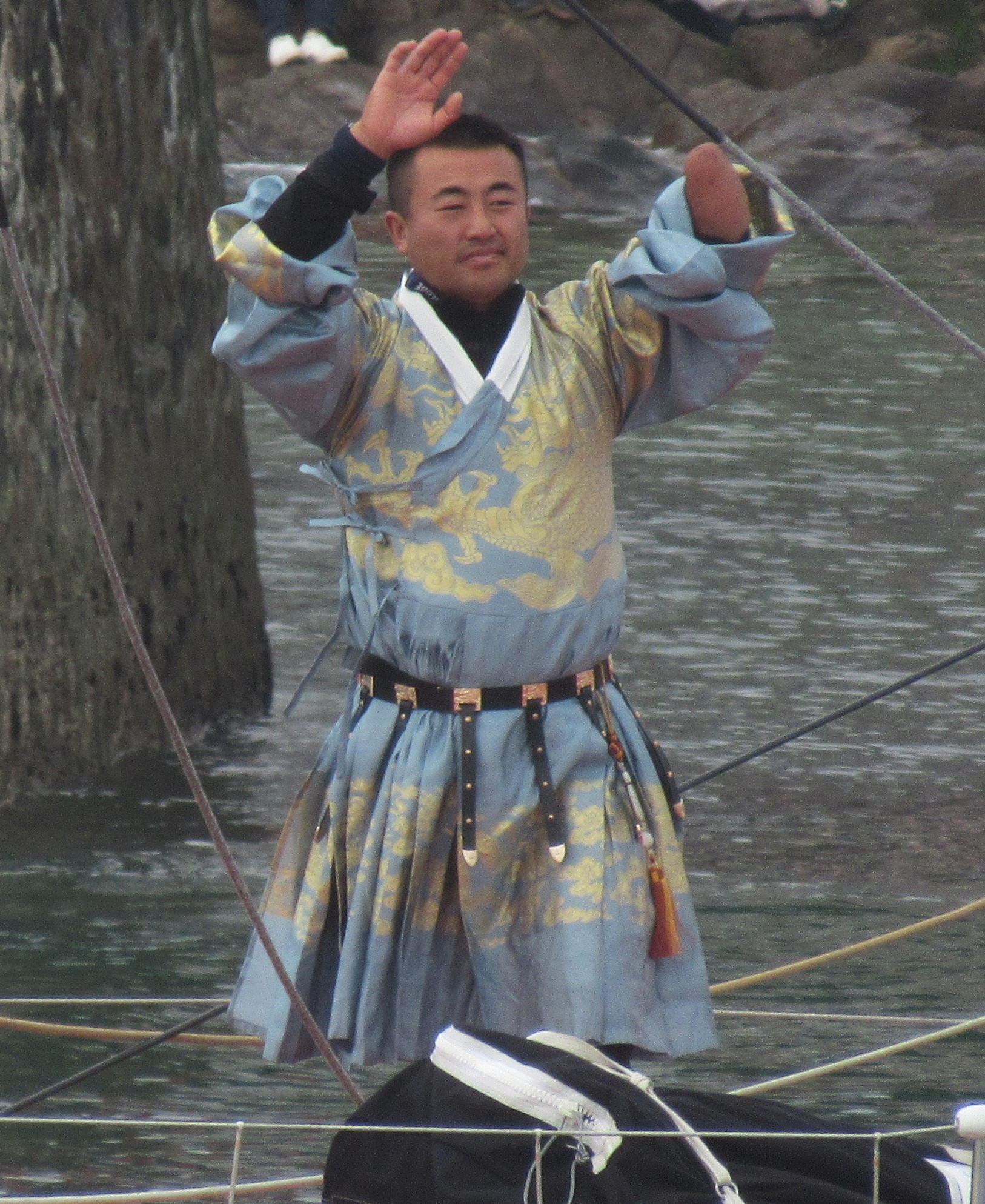
徐京坤 - 旺代单人不靠岸航海赛

徐京坤（1989年—），出生於山東平度，中華人民共和國殘疾帆船運動員，僅有一隻手臂，故外號「獨臂船長」，他被媒體譽為「世界上航行最远的独臂船长」。

## 生平
徐京坤12岁时，徐京坤在自制礼花時不慎爆炸，導致其左前臂被炸斷。徐京坤高二时，进入山東省残疾人田径队訓練短跑。2003年進入中国残疾人帆船集训队。2008年，徐京坤參加北京残奥會帆船比賽。
2012年，徐京坤駕駛帆船“梦想号”從丹东行駛至西沙，航程達4500海里，创造了残疾人单人无动力帆船航海的纪录。
2015年，徐京坤参加了单人横渡大西洋极限帆船赛，成为了世界上第一个完成该项赛事挑战的独臂选手。
2017年6月，徐京坤驾驶“青岛梦想号”双体帆船从土耳其出發，途徑地中海、大西洋、加勒比海、巴拿马运河、太平洋、印度洋和好望角，2020年6月4日，徐京坤最後抵達葡萄牙亚速尔群岛圣米格尔岛的蓬塔德尔加达。此次環球航行全程3.4万海里，途径四大洋40多个国家和地区。2025年2月18日，徐京坤完成了2024-2025旺代单人不靠岸航海赛。